# Marc-André Hamelin
Marc-André Hamelin (* 5. září 1961 Montréal) je frankokanadský klasický klavírista a hudební skladatel. Studoval ve Filadelfii, kde jeho učitali byli Yvonne Hubertová, Harvey Wedeen a Russell Sherman. Je znám tím, že vedle obvyklého repertoáru často uvádí díla málo známých skladatelů 19. a 20. století; hraje i mimořádně technicky náročné skladby autorů jako byli Godowsky, Ornstein, Roslawetz, Catoire, Ives, Sorabji, Alkan a Dukas. Pořídil velkou řadu nahrávek pro značku Hyperion Records a za svou hru získal množství ocenění. Je i autorem klavírní hudby, například 12 etud na všechny mollové tóniny (12 Études in all the minor keys, dokončeno 2009) nebo Variace na Paganiniho téma (Variations on a theme of Paganini, 2011).